# صحنه‌هایی از یک جدایی
صحنه هایی از یک جدایی یک فیلم مستند به کارگردانی و تهیه‌کنندگی وحید صداقت محصول سال ۱۳۹۸ است که در آن مایک لی
ژان-کلود کریر و ابراهیم گلستان  حضور دارند.در این فیلم مستند اصغر فرهادی  خود روایتگر می باشد.

## موضوع
فیلم مستند صحنه هایی از یک جدایی پشت صحنه فیلم سینمایی جدایی نادر از سیمین و روایت اصغر فرهادی از پنجمین اثرش  می‌باشد.
این مستند به زوایای پنهان این فیلم می‌پردازد و روایتی است از شکل‌گیری ایده و فیلمنامه و انتخاب بازیگران تا پایان فیلمبرداری و بازتاب‌های جهانی این فیلم، همراه با تصاویری از فیلم و پشت‌صحنه با روایت اصغر فرهادی و گفتگو با چندین هنرمند مشهور سینما.

## با حضور
- اصغر فرهادی
- پیمان معادی
- مایک لی
- ژان-کلود کریر
- ابراهیم گلستان
- مایکل بارکر
- ساره بیات
- پیتر بردشاو
- لیلا حاتمی
- شهاب حسینی
- محمود کلاری
- حمیدرضا قربانی
- بابک کریمی
- مریم نراقی
- سارینا فرهادی
- محمود سماک باشی
- کیوان مقدم
- مهرداد میرکیانی
- شیرین یزدان بخش
- کیمیا حسینی

## عوامل وسایر گروه تولیدی
- طراح و ترکیب  صدا: محمدرضا دلپاک
- صدابردار:شاهین پورداداشی
- موسیقی: نیما اورکی
- تدوین:  وحید صداقت